# Kšinná

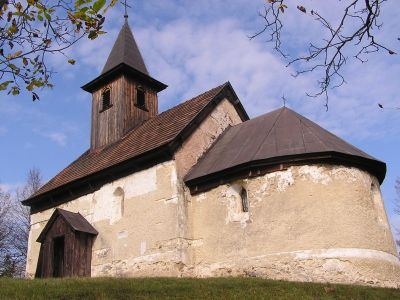
Kyrka i romansk stil från 1200-talet.

Kšinná är en liten ort i distriktet Bánovce nad Bebravou i södra Slovakien. Kšinná är  nämnt i skriftliga källor från år 1352. Orten har en yta på 41,24 km² och en befolkning på 519 invånare (2020).
I februari 1945 utförde ett SS-kommando under ledning av Ladislav Nižňanský en massavrättning i Kšinná. Arton judar, varav åtta kvinnor och sex barn, som hade gömt sig i en bunker, upptäcktes och sköts.